# Remington Model 95
Remington Model 95 – amerykański pistolet kieszonkowy, typu deringer. Wyprodukowany w Remington Arms u schyłku XIX wieku, jako niewielka i poręczna broń do obrony osobistej. Był on popularną bronią na Dzikim Zachodzie. Produkowany do roku 1935.